# Italijansko vojaško pokopališče v Sredipolju
Vojaško pokopališče Sredipolje pri Gorici je spominsko vojaško pokopališče, ki se nahaja v Sredipolju v Goriški pokrajini v Furlaniji-Julijski krajini. Zgrajeno je bilo v času fašizma in slavnostno odprto 18. septembra 1938 v navzočnosti Benita Mussolinija. Vsebuje ostanke več kot 100.000 italijanskih vojakov, padlih med prvo svetovno vojno. Leži na območju več kot 100 ha velikega spominskega parka, ki zajema del goriško-tržiškega krasa, ki je bilo prizorišče hudih bojev na soški fronti med prvo svetovno vojno, zaradi ogromnega obsega pa je največje vojaško pokopališče v Italiji in eno največjih na svetu.
Od ustanovitve ga upravlja ministrstvo za obrambo (generalni komisariat za počastitev padlih), vsak 4. november v navzočnosti predsednika senata, ki nadomešča predsednika republike, ki se ukvarja s podobnimi in sodobnimi proslavami pri spomeniku Viktorju Emanuelu II., pa poteka proslava. Pokopališče služi kot kraj spomina na vseh 689.000 padlih italijanskih vojakov med prvo svetovno vojno

## Opis
V dvajsetih letih prejšnjega stoletja so zgradili pokopališče padlih vojakov 3. armade kraljeve vojske v prvi svetovni vojni.
Svetišče je zasnovala delovna skupina, ki sta ji predsedovala kipar Giannino Castiglioni in arhitekt Giovanni Greppi, dela pa so se začela leta 1935. Po treh letih neprekinjenega dela so spomenik slavnostno odprli 18. septembra 1938 v navzočnosti Benita Mussolinija in več kot 50.000 veteranov prve svetovne vojne.
Delo je zgrajeno na pobočju hriba Sei Busi, na katerem so se odvijali boji prve, druge in četrte bitke soške fronte. Spomenik predstavlja vojaški pohod z grobnico Emanuela Filiberta Savojskega-Aoste, poveljnika 3. armade, ki ga obkrožajo njegovi generali Antonio Edoardo Chinotto, Giuseppe Paolini, Giovanni Prelli, Fulvio Riccieri in Tommaso Monti.
Vznožje stopnišča simbolično oklepa velika sidrna veriga, ki je pripadala torpednjači Grado, ki je bila pred tem last ladje Triglav avstro-ogrske vojne mornarice (k.u.k. Kriegsmarine) in je bila odstopljena Italiji po koncu vojne. 
Takoj za vhodom se na rahlem pobočju razteza velik trg, tlakovan s kraškim kamnom, ki ga na srednji črti prečka Via Eroica (dob. Pot herojev), ki poteka med dvema vrstama bronastih plošč, po devetnajst na vsaki strani, od katerih je na vsaki vgravirano ime najbolj krvavih in srditih bojev. Na koncu Via Eroice se dvigajo svečane stopnice, na katerih so po abecednem vrstnem redu od spodaj navzgor ostanki približno 40.000 identificiranih padlih, katerih imena so vklesana na posameznih bronastih ploščah.
Veliko kamnito stopnišče, ki tvori pokopališče, se nahaja neposredno pod hribom svetega Elije, mestom prejšnjega vojnega pokopališča, katerega ostanki so bili prestavljeni v današnje pokopališče, celotno območje pa spremenjeno v spominski park: tuneli, rovi, kraterji, neeksplodirano strelivo in mitralješka gnezda so ohranjeni v spomin na vojno. Leta 2018 so se začela nujna obnovitvena dela na spomeniku. Stopnišče sestavlja dvaindvajset stopnic, na katerih so nanizani grobovi padlih, pred in ob vznožju pa stoji ločeno stopnišče vojvode Aoste, poveljnika 3. armade, ki je obkroženo z žarami njegovih generalov, ki so padli v boju.
Vojvoda Aoste, ki je umrl leta 1931, je zaprosil za čast, da se ga uvrsti med tisoče vojakov, ki so izgubili življenje na bojišču. Grobnica je v porfirnem monolitu, ki tehta 75 ton. Sledijo trupla identificiranih 39.857 žrtev, razporejena po dvaindvajsetih stopnicah.
Vsi napisi nosijo napis 'Presente', ki spominja na poimenski postroj vojakov, kjer je vodnik vzklikal ime vojakov, množica pa je odgovarjala s 'Prisoten'. 
Na zadnji stopnici v dveh velikih skupnih grobnicah ob straneh kapele počivajo trupla 60.330 neznanih žrtev.
Edina ženska, ki je pokopana v svetišču, je medicinska sestra Rdečega križa Margherita Kaiser Parodi, ki je umrla pri 21 letih. Njen grob se nahaja v prvi vrsti in izstopa, ker je v pročelje vklesan velik križ.

### Mavzolej
Velik mavzolej je bil zgrajen poleg prvotnega vojaškega pokopališča 3. armade na hribu sv. Elija, ki je danes nekakšen muzej na prostem, znan kot Parco della Rimembranza (dob. 'Park spomina'). Vzdolž drevoreda visokih cipres pot označujejo kraške kamnite oznake z reprodukcijami relikvij in nadpisov, ki so krasili grobove prvega svetišča.
Na vrhu hriba stoji fragment rimskega stebra, ki izvira iz oglejskih izkopanin, slavi spomin na padle v vseh vojnah, 'brez razlikovanja časov in sreče'. Kostnica iz fašističnega obdobja pa ponazarja 'apoteozo enakosti, anonimnosti in vojaške discipline onstran smrti, zmagoslavje - vklesano v kamen - skupne prevlade nad individualno identiteto'. V povezavi z gradnjo svetišča je bila zgrajena tudi postaja Sredipolje, ki jo je videti v kontekstu spomeniškega območja.

### Cerkev
Kapela ima pravokoten tloris, s tremi križi nad vhodom. 
V kapeli in v dveh sosednjih prostorih hranijo osebne predmete italijanskih in avstro-ogrskih vojakov. Danes kapelo bogati kip Marijinega vnebovzetja in Kraljice miru.
Gospa Marija vnebovzeta nas želi spomniti, da je treba svetišču dati vlogo povezovalca ljudi v Evropi, da bi spodbudili razmislek o etičnih raztrganinah, ki jih povzročajo vojne. V kapeli je na ogled tudi glava trpečega Kristusa, najdena leta 1995 v vrtači 500 (tudi 'Vrtača smrti') na hribu Sei Busi. Glava je ena najpomembnejših relikvij s tega območja, krasila je križ, ki gleda na velik skupen grob.
3. septembra 2014 je bila kapela preurejena v cerkev in s slovesnim obredom posvečena Mariji Kraljici miru kot simbolu vseh mater z otroki v vojni. Cerkev Kraljice miru je 3. maja 2017 prevzela sozavetnike poleg svetega Frančiška in svete Katarine Sienske še Janeza Pavla II., Benedikta Nurzijskega ter Cirila in Metoda. Istega dne je bila ustanovljena častna straža Kraljice miru.

## Galerija slik
- Panoramski pogled na svetišče
- Grobnica vojvode Aoste
- Podrobnosti o korakih
- Grobnica vojaka, prepoznana po njegovem vzdevku (Pettirosso).
- Spominski kamen "Trincea delle frasche", posvečen Filippu Corridoniju
- Načrt spomeniškega območja